# Paulhac, Cantal

Paulhac este o comună în departamentul Cantal, Franța. În 1 ianuarie 2022 avea o populație de 434 de locuitori.